# Octaviano López
Octaviano López är en ort i Mexiko.   Den ligger i kommunen López och delstaten Chihuahua, i den centrala delen av landet, 1 000 km nordväst om huvudstaden Mexico City. Octaviano López ligger 1 425 meter över havet och antalet invånare är 2 148.
Terrängen runt Octaviano López är platt åt nordväst, men åt sydost är den kuperad. Runt Octaviano López är det mycket glesbefolkat, med 3 invånare per kvadratkilometer. Närmaste större samhälle är José Mariano Jiménez, 17,9 km nordost om Octaviano López. Omgivningarna runt Octaviano López är i huvudsak ett öppet busklandskap.